# Objetivo eliminar al « Rana »
Objetivo eliminar al « Rana » est une bande dessinée espagnole illustrée par Francisco Ibáñez, appartenant à la franchise Mortadel et Filémon, éditée en 1975 et 1976.

## Synopsis
Mortadel et Filémon vont infiltrer le H.I.G.O. et une fois à l'intérieur, ils pourront éliminer la « Rana » (français : grenouille), mais il ne sera pas aussi facile qu'ils le pensaient d'en finir avec cet ennemi insaisissable. La Rana est connue pour sa capacité à se sortir indemne de situations dangereuses sans même le vouloir, d'où son nom.